# 渡瀬繁詮
渡瀬 繁詮（わたらせ しげあき）は、安土桃山時代の武将、大名。遠江国横須賀城主。

## 略歴
由良成繁の三男として誕生。繁詮が豊臣秀次に仕えるに至った経緯は不明だが、天正15年（1585年）の紀州征伐では秀次に従軍していることから、前年の天正14年（1584年）に兄の国繁が後北条氏に居城である新田金山城を攻められて降伏した際に上京し、秀次の家臣になったものと思われる。
天正15年（1585年）の紀州征伐においては根来寺の僧徒を討伐し、千石堀城の戦いなどでも活躍した。
天正18年（1590年）の小田原征伐にも従軍、同年7月13日には遠江国横須賀城主となって3万石を領すが、後に5千石を加増された。
文禄元年（1592年）の文禄の役では安芸広島城に駐屯、また、文禄3年（1594年）には伏見城と大和多門城の普請を分担しているが、名義はいずれも家臣の有馬豊氏のものとなっている。
しかし文禄4年（1595年）、秀次事件に連座して改易となった。その後、佐竹義宣に預けられたのち、自害した。嫡男・詮資がいたが遺領の相続は許されず、義弟（正室の弟）にあたる豊氏が繁詮の領地と家臣団を継承した。これは繁詮の領内悪政のためと言われる。子孫は帰農した。